# フットブレーキ
フットブレーキは、自動車の運転中に使用される常用ブレーキ／サービスブレーキ／主ブレーキの通称。足で操作するため、フットブレーキと呼ばれる。運転者は単に「ブレーキ」と呼ぶことが多い。
自転車を停止させるためにタイヤの接地面を靴底で摩擦する手法を「フットブレーキ」と呼ぶ（制動装置の名称ではない、通常走行の手法ではなく特殊手法(トリック)としての認識である。また、日本の道路交通法では制動装置として認められていない。）。

## 概略
足で操作するパーキングブレーキも、「ハンドブレーキ」に対して「フットブレーキ」の一種になるが、混用を避けるために「足踏み式サイドブレーキ」「足踏み式パーキングブレーキ」と区別して呼ばれている。
通常型自動車の運転席の足元についているペダルは、ブレーキペダルという。通常はブレーキペダルは運転席に1つだけだが、自動車教習車の教官席、左右座式のロードローラーは2つのブレーキペダルを備える。不整地での小回りを要求される農業機械などには、左右輪別体式の一対のフットブレーキペダルが備えられる。これには左右ペダルの連結棒が取り付けられており、左右を合体することで通常のブレーキとして操作できる。オートバイのブレーキペダルは、後輪ブレーキのみの操作をおこなう。

## フットブレーキの種類
踏力の伝達と制動力の発生には、機械（ロッド又はワイヤー）、油圧、空気圧が用いられる。

### 油圧式
油圧式（ハイドロリック）は、主に後輪ディスクブレーキのオートバイ、小型自動車、多くの中型自動車は油圧式フットブレーキを備えている。フットブレーキで入力された力は、負圧式倍力化装置（マスターバック）で増幅され、マスターシリンダー内のピストンを押して油圧を発生させ、各車輪のブレーキシリンダーへ制動力として伝わる。自動車ではペンダント（吊り下げ）式ペダル、オートバイの後輪用ではカンチレバー式ペダルが主流である。ブレーキは、踏み続けると加熱されて油圧配管内に気泡が生じ、ベーパーロック現象を引き起こしてブレーキが利かなくなる危険性を含んでいる。

### 空気油圧複合式（エアオーバーまたはエアオーバーハイドロリック）
主に大型自動車と一部の中型車で使われている。油圧式のマスターシリンダーのピストンを、空気圧で押す方式。このため、ブレーキペダルが操作するものは、圧縮空気のみで、踏み込むと圧縮空気がマスターシリンダーのピストンに流れてブレーキを締め付け、離すとその空気が外部に開放され、ブレーキが解除される。この方式は負圧式倍力化装置よりも強力な油圧作ることが出来る。油圧ブレーキや機械式ブレーキは作動力に比例した感触があるが、エアブレーキの場合は作動力と踏力が比例していないためエアブレーキ車両の経験がない運転者は急ブレーキになる（踏力の圧力に比例するのではなく、ペダルの踏んだ距離に比例する。）。オルガン（床置き）式ペダルの先の方を軽く踏んでいくと徐々に空気が送られるので、滑らかな減速が得られる。一部を除きオルガン（床置き）式ペダルである。オルガン（床置き）式ペダルでない（ペンダント（吊り下げ）式ペダルの）車種は、日野・レンジャーや日野・プロフィアなどがある。ブレーキを使うたびにエアタンクの空気が抜けるため、エアコンプレッサーを使ってタンク内の空気圧をある程度高めておかなければならない。空気が漏れ、タンク内の空気圧が外気圧と同じになると全く作動しない。ホイールシリンダーは油圧のため、ブレーキを踏み続けると加熱し、油圧配管内に気泡を生じ、ブレーキが利かなくなるベーパーロック現象を引き起こす可能性を含んでいる。

### 空気圧式（フルエア）
主に大型トレーラーとトラクタに使用されている。空気圧式ブレーキでは、ブレーキシューは、通常、スプリングでブレーキドラムに押さえつけられており、圧縮空気で作動するアクチュエータにより、ブレーキが緩解される仕組みである。そのため、配管の破断やトレーラーの分離といった事故の際には、ブレーキが自動的に作動する。低圧のコントロール系で、高圧の動作系を操っている。そのため細かい操作のタイムラグは空気油圧複合式よりも大きく、ペダルの反力が不自然なもの（ゴムまりを踏むような感覚）もあるが、より強力なブレーキ力を安定して発生させることができる。また、2系統の空気のみの伝達のため、トレーラーの切り離しに適している。ブレーキを使うたびにエアタンクの空気が抜けるため、エアコンプレッサーを使ってタンク内の空気圧をかなり高めておかなければならない。当然ながら、タンク内の空気圧が外気と同じになると全く作動しない。液体を使用しないため、ベーパーロック現象はおこらないが、加熱によるフェードは上記の各方式同様に発生する。極寒冷地においては、空気中の水分が凍結して弁を固着させ、正常に動作しなくなることがある。
他車を牽引しないタイプの大型自動車でも使用されているが、この場合は、空気油圧複合式から油圧系統を取り除いた形式である。

### 機械式
オートバイの後輪ドラムブレーキには、ロッドやワイヤーといった機械式フットブレーキが採用されていることは珍しくない。液体を使用しないため、ベーパーロック現象はおこらないがフェードは起こりうる。ペダルはカンチレバー式。
馬車から引き継がれた四輪車のブレーキは、ハンドブレーキを経てフットブレーキへと進化したが、現在では機械式は上記の各方式に完全に取って代わられており、日本の場合、多くの陸運支局では機械式ブレーキは認められておらず、車検に合格出来ない。